# 油頁岩產業史

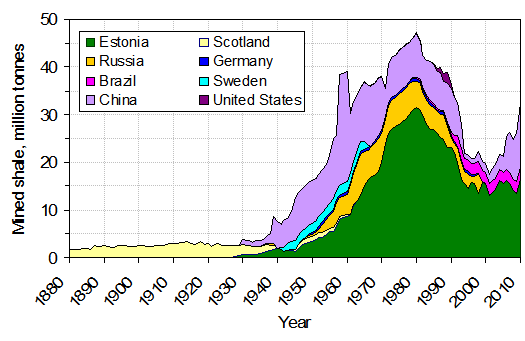
世界各國油頁岩產量曲線圖（單位：百萬公噸，期間：1880年-2010年，作者：Pierre Allix, Alan K. Burnham（美國地質調查局。

油頁岩產業史（英語：History of the oil shale industry）在遠古時代起即已發生。現代從油頁岩中提煉頁岩油作工業用途則在19世紀中葉出現，並在第一次世界大戰之前開始增長，原因是當時已有大規模生產的汽車和卡車，加上預期車輛所需的汽油會短缺的緣故。有幾個國家在第一次與第二次世界大戰之間啟動油頁岩開採項目。
二次世界大戰後，由於常規石油易於開採，油頁岩產業因而衰退。截至2010年，愛沙尼亞、中國和巴西仍有商業化開採，但有些國家正考慮開始或重啟商業化油頁岩的開採。

## 早期歷史
人類自史前時代起就使用油頁岩作為燃料，原因是此材料通常不需任何加工就可燃燒。它也被用於裝飾和建築。鐵器時代居住在大不列顛島的凱爾特布立吞人曾把油頁岩拋光，製成裝飾品。公元前3000年左右，美索不達米亞當地人使用“岩油”修築道路和作為建材的粘合劑。 
油頁岩在古希臘、羅馬帝國、東羅馬帝國、奧瑪雅王朝和阿拔斯王朝時期也被用作宮殿、教堂和清真寺的馬賽克和地板的裝飾材料。
頁岩油曾被用於醫療和軍事目的。美索不達米亞人將其用於醫療以及船舶木板間的填縫劑，蒙古人曾於戰爭中在箭頭上綁有燃燒油頁岩。在公元10世紀，亞述人醫生馬里迪尼首度描述一種從“某種瀝青頁岩”中提煉石油的方法。在14世紀初於瑞士和奧地利也有使用頁岩油的報導。1350年，一位名為Berthold von Ebenhausen的騎士（kinght）獲得在今日奧地利提洛邦的Seefeld開採油頁岩的權利。油頁岩被用於提煉頁岩油，早期的做法是把壓碎的油頁岩置入坩堝中加熱乾餾。符騰堡王朝腓特烈一世 (符騰堡公爵)的私人醫生在1596年將其治療特性留有記錄。
早在1637年，於今日瑞典斯堪尼省，當地的寒武紀和奧陶紀時期形成的明礬頁岩就被用火焙燒來提鍊硫酸鋁鉀。在18世紀之交，頁岩油在義大利摩德納用於街道夜間照明之用。 英國王室於1694年授予三人一項專利，因為這些人“找到一種方法，可從一種石頭中提煉和製造大量的瀝青、焦油和石油。”提煉出產品後來冠以Betton's British Oil之名銷售，據說這種蒸餾物“經罹患各種疼痛的人嘗試之後，獲益良多。”1781年，英國阿奇博爾德·科克倫第9代鄧唐納德伯爵在1781年註冊一項提煉工藝專利，使用磚石造乾餾爐和木製冷凝器從煤和含瀝青頁岩中生產焦油、瀝青和石油。
俄羅斯的彼得大帝於1697年啟動在烏赫塔調查油頁岩的計劃。關於此地油頁岩物理和化學性質的數據於1809年由俄羅斯科學院通訊員Tertii Bornovolokov發表。德國人博物學家彼得·西蒙·帕拉斯於1769年對窩瓦河流域的油頁岩做過描述。在1830年代，俄羅斯化學家傑邁因·亨利·赫斯研究波羅的海油頁岩，由此確定採半焦化工藝生產製品。
法國弗朗索瓦·佩龍等研究人員在1807年於巴黎出版的著作Voyage de Découverte aux Terres Australes中首次提及澳大利亞的油頁岩，描述的可能是位於紐恩斯礦藏的托班石。

## 現代油頁岩產業

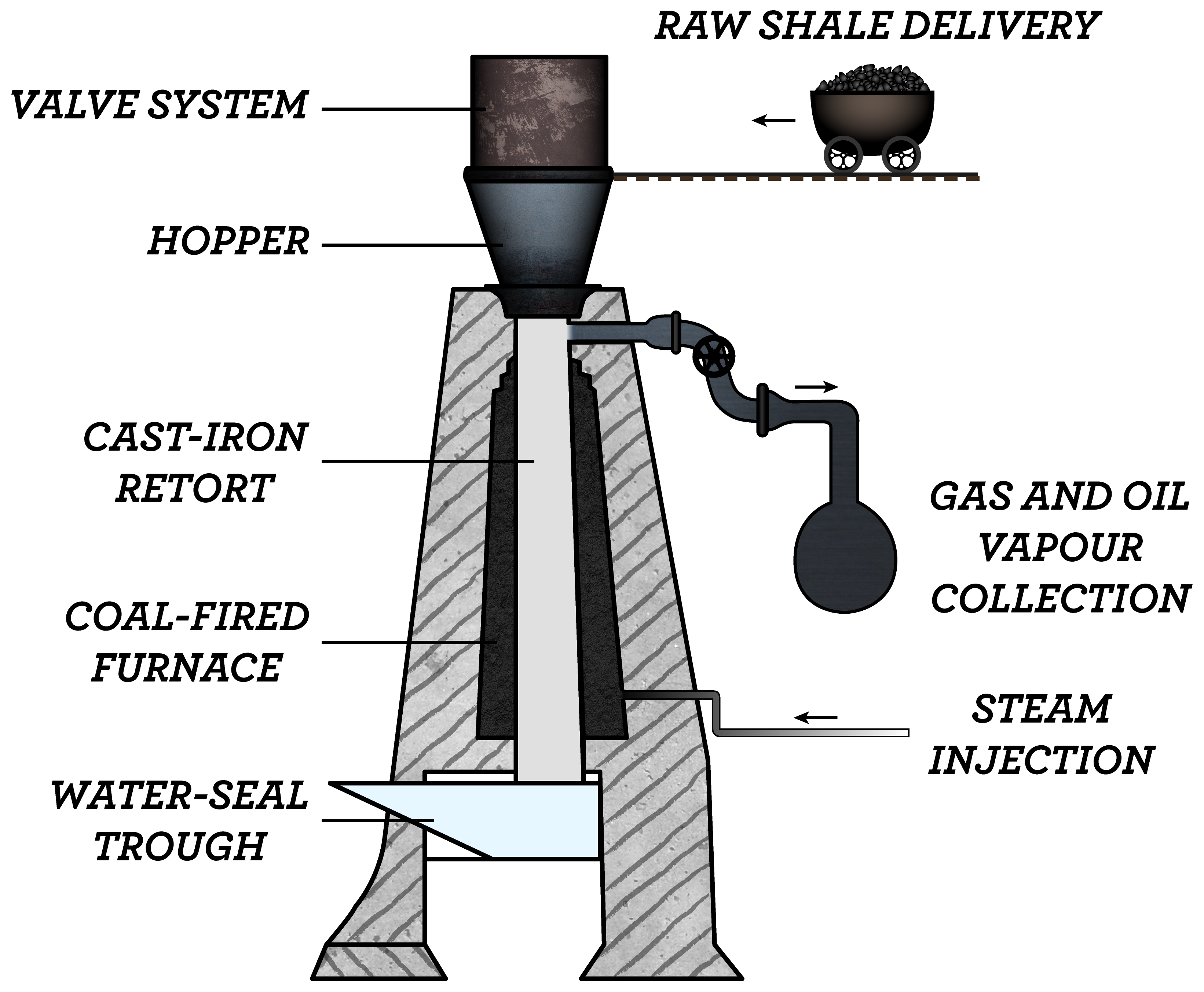
法國人Alexander Selligue發明的乾餾爐是最早出現的豎窯之一，在19世紀中期到晚期廣受使用，世上19世紀末到20世紀初的乾餾爐設計大多與此類似。

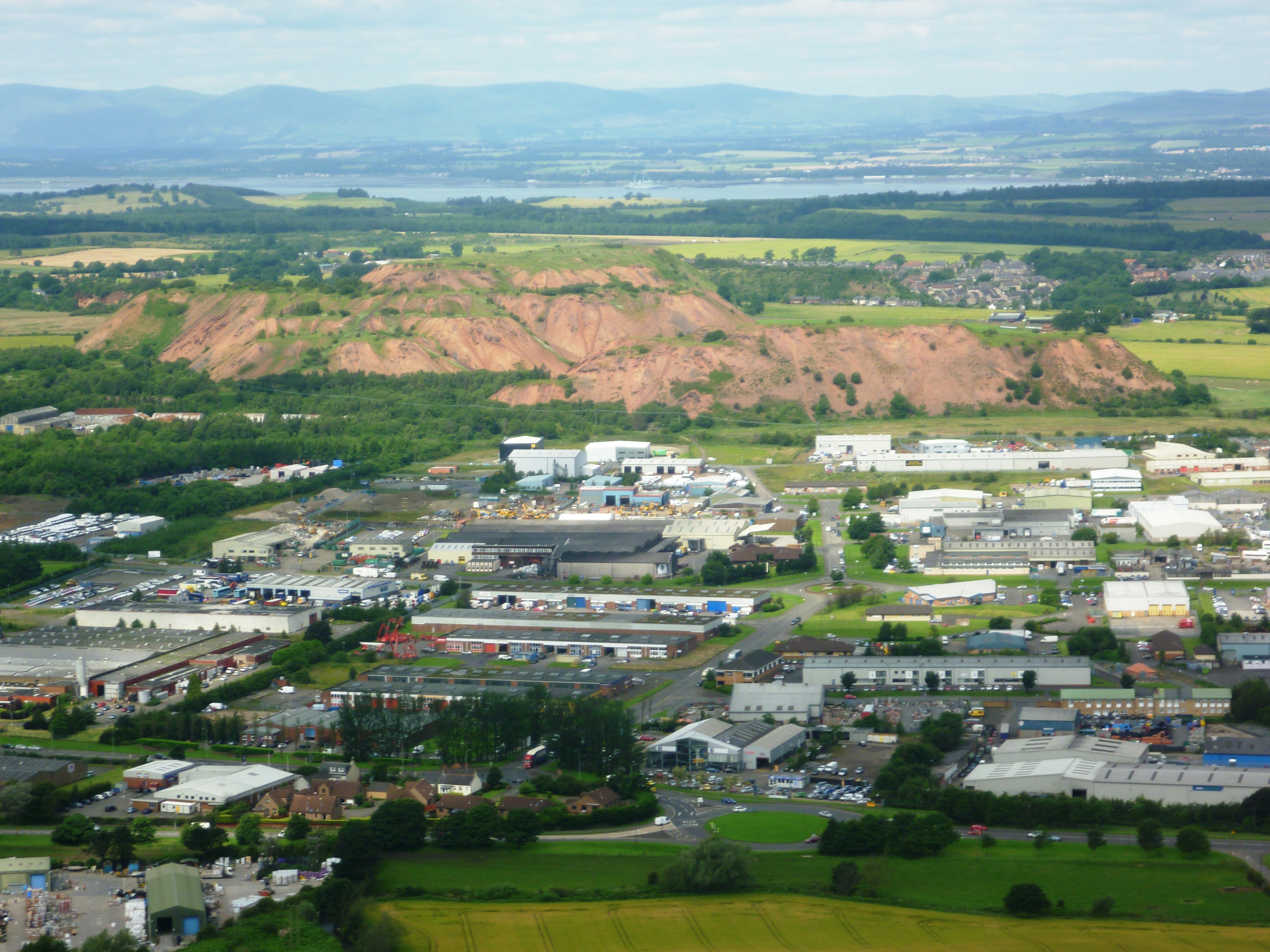
位於蘇格蘭西洛錫安的碎油頁岩堆成的三座小山，顯示當地在19世紀曾有過煤油產業的存在。

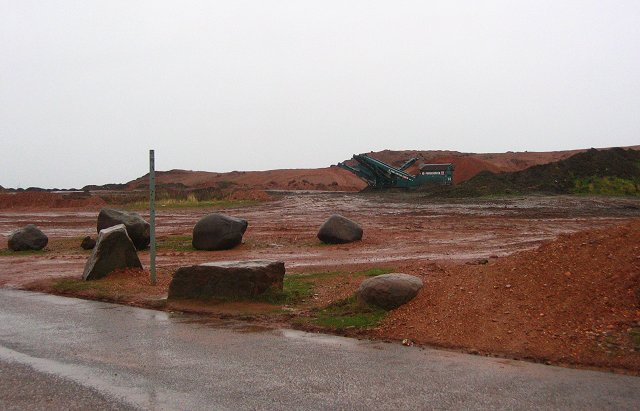
蘇格蘭西洛錫安附近名為Pumpherston的村莊，當地的碎油頁岩遺跡。

利用油頁岩提煉頁岩油的作業始於法國，商業開採於1837年在歐坦開始。於1838年開始生產頁岩油，採用的是Alexander Selligue於當年發明的工藝。1846年，加拿大醫生兼地質學家亞伯拉罕·波諾·格斯納發明一種從煤、瀝青和油頁岩中乾餾出照明用液體的工藝。1847年，蘇格蘭化學家詹姆斯·楊 從坎內爾煤提煉出“照明油”、潤滑油和石蠟，1862年則改從托班石中提煉。他在1850年獲得乾餾和精煉頁岩油以及從中精煉石蠟的工藝專利。 1859年，羅伯特·貝爾 (Robert Bell) 在蘇格蘭西洛錫安的布羅克斯本 (Broxburn) 展開商業規模的頁岩油開採。詹姆斯·楊的專利在1862年到期後，許多小型頁岩油廠旋即出現。到1865年，蘇格蘭當地大約有120個頁岩油廠。 詹姆斯·楊在1866年成立名為Young's Paraffin Light and Mineral Oil Company的公司。其他著名的頁岩油公司包括成立於1878年的Broxburn Company和成立於1892年的Pumpherston Company。
早期美國的油頁岩產業集中在東部油頁岩礦藏區。有家頁煉油廠在1855年於肯塔基州布雷肯里奇郡成立，使用當地開採的坎內爾煤生產頁岩油。到次年，每天的產量是600到700美制加侖（2.3到2.6立方米/天）。 迄1860年，美國有55家公司從當地開採的坎內爾煤中提煉油產品。商業化提煉頁岩油（非利用坎內爾煤加工）始於1857年，在俄亥俄河谷沿岸挖掘泥盆紀油頁岩，而後採乾餾法提煉。但於1859年在同一頁岩產區，由賓夕法尼亞州泰特斯維爾郡的德雷克油井開始，陸續有廉價而豐富的常規石油被發現，而讓油頁岩產業停頓。美國最大的礦藏 - 格林河地層於1874年被意外發現，但直到20世紀初才啟動開採。
德國的油頁岩產業在1857年開始。加拿大的Craigleith頁岩油廠（Craigleith Shale Oil Works）於1859年開始在安大略省科林伍德附近的休倫湖畔，使用乾餾工藝處理奧陶紀的Whitby地層油頁岩。到1861年，由於附近發現有常規石油，讓油頁岩作業失去經濟利益。
澳大利亞的第一個油頁岩開採於1865年在新南威爾斯州肯布拉山的American Creek開始。同年，在American Creek的Pioneer Kerosene廠（Pioneer Kerosene Works）產出第一批頁岩油。新南威爾斯州另開設有幾處礦場和頁岩油廠；但在20世紀初因可進口更便宜的原油，這些設施均被關閉。
在1840-1882年的奧地利，油頁岩被用於生產鋪路用瀝青、石腦油和瀝青焦油。 瑞典於1864年首次嘗試從明礬頁岩中提煉油品。頁岩油生產始於1890年代，持續過幾年。巴西首度油頁岩開採在1884年於巴伊亞州發生。紐西蘭在1990年也建立頁岩油開採事業。
潘福斯坦乾餾爐（也稱為Bryson乾餾爐）在1894年發明，可大幅減少仰賴煤提供熱能，油頁岩產業自此與煤炭產業分道揚鑣。
[44]這種乾餾爐一直使用到1938年。 
油頁岩產業在19世紀的運作重點是生產煤油、燈油和石蠟，以滿足第一次工業革命期間持續增長的照明需求。同時也生產燃料油、潤滑油以及硫酸銨。

## 20世紀初

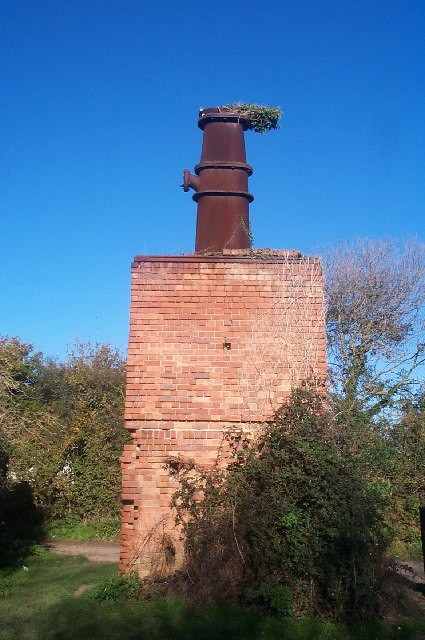
在英國西索美塞特基爾韋村的乾餾爐。

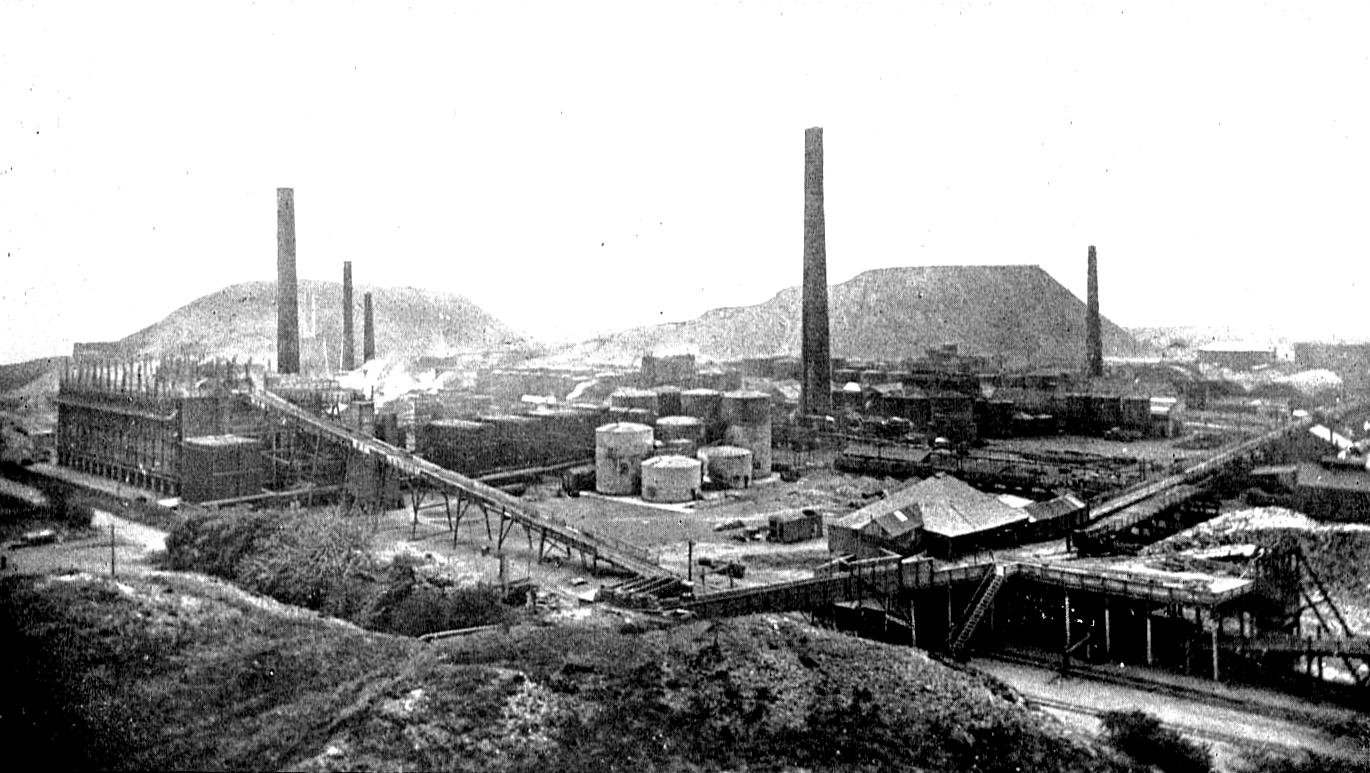
位於蘇格蘭的潘福斯坦乾餾爐（1922年）。

油頁岩產業在第一次世界大戰之前即已迅速擴張，因為當時尚缺乏取得常規石油的途徑，而汽車和卡車的大量生產導致對於汽油消需求的增加。蘇格蘭的油頁岩產量在1910年至1912年間達到頂峰，產量超過300萬噸。當時蘇格蘭頁岩油產量佔全球石油產量的2%。此後產量下降，但第二次世界大戰期為例外。五家倖存的頁岩油公司（Young's Paraffin Light & Mineral Oil Company、Broxburn Oil Company、Pumpherston Shale Oil Company、Oakbank Oil Company和James Ross & Company Philpstoun Oil Works）在1919年被英波石油公司的子公司Scottish Oils併入。

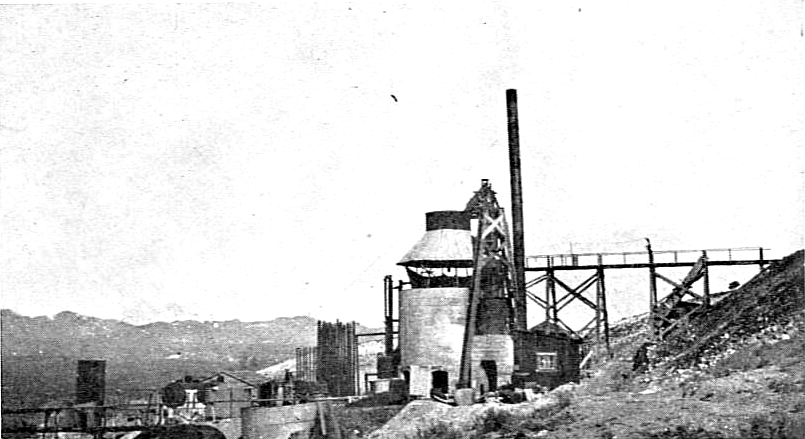
油頁岩乾餾爐（內華達州，1922年）。

美國政府於1909年開始籌設機構以建立海軍石油和油頁岩儲備。取得的儲備資源被當作軍隊，尤其是美國海軍的緊急燃料來源。後來政府保留的科羅拉多州來佛附近的羅恩高原成為聯邦的示範和試驗場。內華達州商人羅伯特·卡特林 (Robert Catlin) 首次嘗試在美國西部的礦藏生產石油，他在1890年代收購油頁岩土地，並在1915年和1916年建立首批乾餾爐。他在1917年成立卡特林頁岩產品公司（Catlin Shale Products Company），嘗試出售頁岩油產品，但均未成功，公司在1930年解散。一家名為油頁岩礦業公司（The Oil Shale Mining Company）在1916年成立，首度嘗試開採格林河地層礦藏。這家公司於1917年在科羅拉多州德比克附近的Dry Creek源頭建立第一個商用乾餾爐，但嘗試也沒成功，到1926年，連資產都虧掉。此外，像Citgo的前身Cities Service、雪佛龍、德士古和Unocal Corporation等公司於1918年至1920年也開始進行油頁岩開採。在1915年至1920年間，美國約有200家探勘油頁岩的公司，其中至少有25家的乾餾工藝已達到實驗工廠的程度。但因德克薩斯州石油大開發，這種油頁岩榮景嘎然而止。在第二次世界大戰前有項技術成就是NTU乾餾爐的發明。NTU公司於1925年在加利福尼亞州卡斯馬利亞 (加利福尼亞州)附近的Sherman Cut建立一座試驗工廠。美國礦務局於1925年至1929年還在其位於科羅拉多州的Anvil Point的油頁岩實驗站測試過NTU乾餾爐。
德意志帝國陸軍於第一次世界大戰期間，在約旦雅莫科河地區開採頁岩油，用於運作漢志鐵路。瑞士在1915年建立油頁岩產業。瑞典在約1920年於Kinnekulle開設一家小型油頁岩提煉廠。 西班牙在1922年於普埃爾托利亞諾開設一家小型油頁岩提煉廠。
愛沙尼亞油頁岩產業在1916年開始（該國於1918年獨立，後在1940年被併入蘇聯，1991年因蘇聯解體而再次獨立。）。尼古拉·波格雷博夫率領一組地質學家到當地，籌組油頁岩開採，並運往聖彼得堡（當時稱為彼得格勒）。首批油頁岩在1916年6月於Pavandu開採，運往聖彼得堡彼得大帝理工大學進行廣泛實驗。俄羅斯古生物學家Mikhail Zalessky於1917年，根據名為Kukrusede定居點把這種油頁岩命名為庫克賽特油頁岩。 不久後即開始持續的採礦活動。油頁岩最初主要用於水泥產業，當作鐵路機車鍋爐燃料，以及家用燃料，隨後用於生產頁岩油和發電之用。截至1925年，愛沙尼亞所有鐵路機車均燃燒油頁岩提供動力。首個實驗性油頁岩加工乾餾爐建於1921年，採用德國Schaltbau Group的設計。在1924年，塔林發電廠成為世界上首家使用油頁岩作為主要燃料的發電廠。愛沙尼亞在1939年開採145.3萬噸油頁岩，提煉出181,000噸頁岩油，其中有22,500噸堪比汽油用途。愛沙尼亞生產的油頁岩產品及頁岩油幾乎有一半用於出口，佔該國總出口的8%。
中國油頁岩開採於1926年開始。商業生產於1930年在滿洲的撫順開始（當時由日本人統治），建造“第一煉油廠”，採撫順工藝提煉。俄羅斯於1919年到1924年在窩瓦河地區塞茲蘭附近的Kashpirskoye開採油頁岩並加工，在1929年再度開採和加工。Leningradslanets公司於1934年在列寧格勒州斯蘭齊開闢基洛夫油頁岩礦（Kirov oil shale mine ），於1939年開始生產頁岩油，Saratov和塞茲蘭發電廠開始用油頁岩作為燃料。南非自20世紀初起就進行油頁岩運用的幾種嘗試。Transvaal Oil Shale Syndicate在1903年調查過在Kikvorschfontein的油頁岩。 1919年至1931年間，非洲石油公司（African Oil Corporation ）調查過在Kromhoek和 Goedgevonden B的油頁岩。1935年，Anglo-Transvaal Consolidated Investment Company和伯馬石油所設的合資企業The South African Torbanite Mining and Refining Company在埃爾默洛開設頁岩油廠。
巴西在兩次世界大戰之間重新啟動油頁岩項目，旋即加拿大也重新啟動。

## 第二次世界大戰
有家試點工廠在1939到1945年間於摩洛哥啟用。在第二次世界大戰前不久，澳大利亞主要為國防目的而重啟啟頁岩油生產。在1937年設立國家石油公司（National Oil Proprietary Limited ），在新南威爾斯州建立格倫戴維斯頁岩油廠，於1940年投產，是該國油頁岩產業主要基地。此外，在1940年至1952年期間，於新南威爾斯州的Marangaroo裝置有三個NTU乾餾爐作營運。 
瑞典於1940年成立Svenska skifferolje AB（瑞典頁岩油公司）。於1940年到1966年間，在库姆拉市镇採用最早的原位（in-situ）工藝之一 - 地下電能氣化（Ljungström工藝）- 以開採頁岩油。
德國占領愛沙尼亞期間，當地的油頁岩產業被併入一家名為Baltische Öl GmbH的公司（隸屬於Kontinentale Öl，此公司擁有德佔歐洲的石油專有生產權）。主要為德國軍方生產石油。
德國在多滕豪森的水泥廠於1940年開始開採油頁岩。後來發動沙漠行動 (Unternehmen Wüste)，企圖從德國施瓦本汝拉山油頁岩礦藏 (波西多尼亞油頁岩) 中提煉石油。但最初計畫建立的10個計頁岩油廠中，只有4個投產。所用的改良原位工藝很原始，產率極低，難以控制。
美國在1944年第二次世界大戰期間為執行合成液態燃料計劃而重啟頁岩油開採，一直持續到1980年代，因受油價大幅下跌的影響而停止。美國礦務局在Anvil Point啟動採礦研究和氣體乾餾工藝開發。美孚石油在1943年公司建造一個試點提煉廠，Unocal Corporation在1944年建造一個實驗性乾餾爐。德士古公司在1945年開始研究頁岩油精煉。

## 1950年代至1960年代

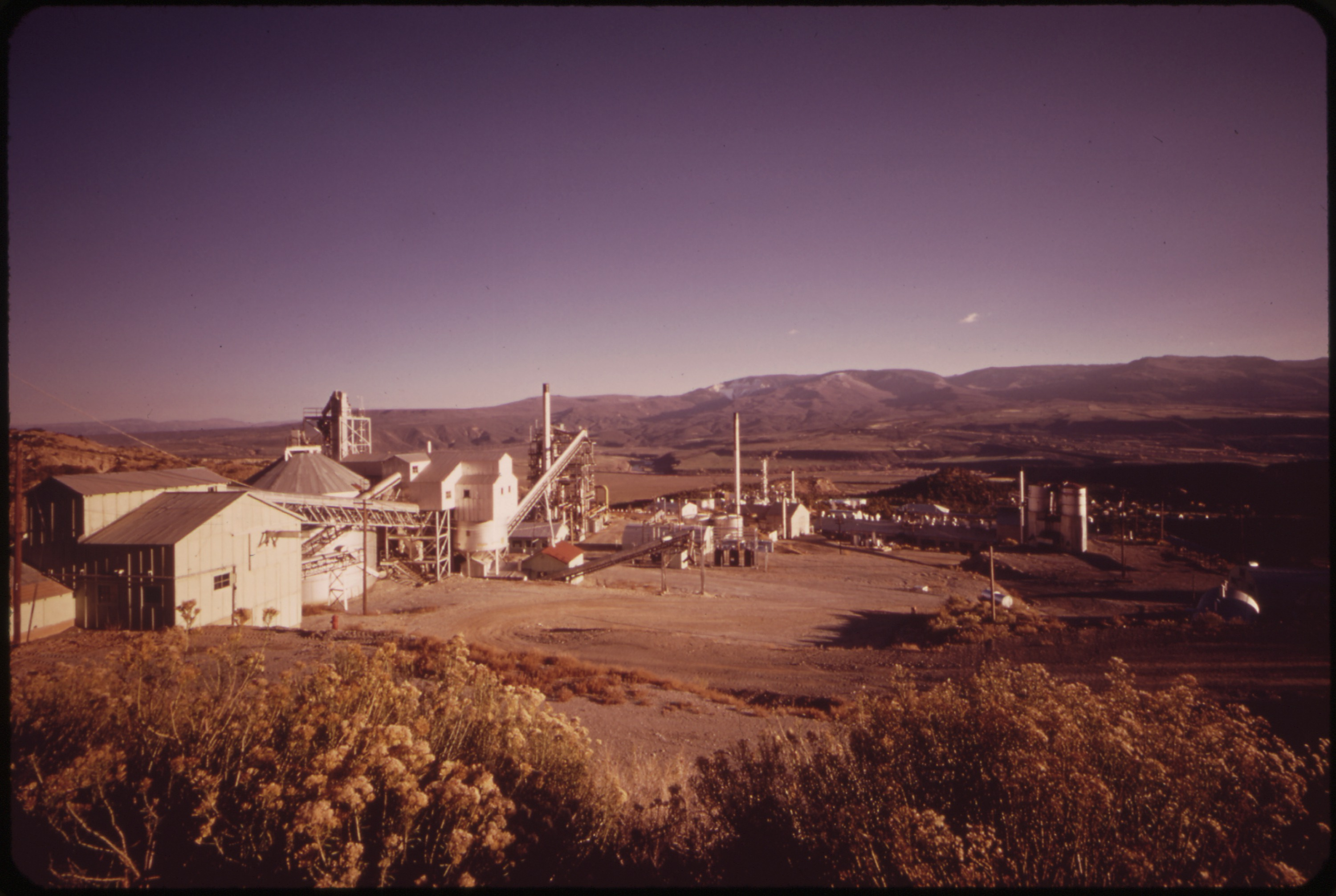
美國礦務局在Anvil Point的研究中心（1970年）。

愛沙尼亞、俄羅斯和中國的油頁岩產業在第二次世界大戰後繼續增長，但大多數其他國家則因高昂成本和廉價石油充斥而放棄。澳大利亞頁岩油開採於1952年停止，原因為政府停止資助，法國於1957年停止，英國和南非於1962年停止，瑞典和西班牙於1966年停止。在德國，只有位於多滕豪森的Rohrbach Zement水泥廠（現隸屬瑞士商霍爾希姆股份有限公司）仍使用油頁岩生產水泥、電力和熱能。
第二次世界大戰後，蘇聯佔領者（參見占領波羅的海國家）把愛沙尼亞的油頁岩產業恢復。第一座隧道窯在1945年修復，到1940年代末期，四座隧道窯均完全修復，勞動力大多為德國戰俘。除修復隧道窯外，也在1950年代建造幾座 Kiviter工藝乾餾爐，也建立首座Galote工藝乾餾爐。列寧格勒和愛沙尼亞北部城市從1948年起使用愛沙尼亞生產的油頁岩氣以代替天然氣。在1950年代曾於基維厄利做過把地下油頁岩氣化的嘗試，並未成功。1946年到1952年間，在錫拉邁埃的筆石質泥質油頁岩中提煉出鈾化合物。Kohtla-Järve發電廠（世界首座工業規模，以粉狀油頁岩為燃料的火力發電廠）於1949年在愛沙尼亞開動。世界最大的兩座以油頁岩為燃料的發電廠 - Balti發電廠和Eesti發電廠（合稱納瓦電廠群） - 分別於1965年和1973年啟用。 愛沙尼亞在1965年生產5.1億立方米（18×109立方英尺）的油頁岩氣，開採出1,650萬噸油頁岩。
俄羅斯Zavod Slantsy公司於1945年成立，採熱裂解工藝生產頁岩氣及合成頁岩油以供應列寧格勒，該公司的油頁岩火力發電廠首台機組在1952年啟用。該公司在1955年到2003年間也採Kiviter工藝生產頁岩油。
在中國，撫順“第二煉油廠”於1954年投產，1959年的最高產量達到78萬噸。這些頁岩油用於生產輕質液體燃料。中國在1961年，其3分之1的石油產量來自油頁岩。之後因發現大慶油田，廉價常規石油產量增加，頁岩油產量開始下降。
美國國防部在1951年對利用油頁岩作為噴氣機燃料的替代資源產生興趣。美國礦務局在Anvil Point持續其研究計劃，到1956年結束。礦務局建立一小規模示範礦場。它還在1949年到1955年間測試氣體乾餾工藝用的設施。在Avril Point的示範礦場於1964年被科羅拉多礦業學院承租，也受美孚石油領頭的財團（由美孚、Humble Oil、Continental Oil（後被Conoco併入）、Amoco、Phillips石油 和辛克萊石油公）對此種乾餾爐做進一步開發。辛克萊石油在1953年開發出一種利用豎井群之間已有裂縫加上誘導裂縫進行原位處理的方法。有項名為Project Bronco的提議在1960年代提出，作為改進原位加工工藝，這種工藝採小型核爆產生的碎石煙囪（把岩石破碎而形成的區域），於其中提煉。但提議於1968年被美國原子能委員會放棄。開發實驗性原位乾餾工藝的公司還包括Equity Oil、ARCO、殼牌和Laramie Energy Technology Center。
Unocal Corporation在1940年代後期開發Union工藝，首先設計出Union A乾餾爐。這項工藝於1954年至1958年間在科羅拉多州名為降落傘的地方做測試。由於成本問題無法克服，此工藝最終於1961年停止。德士古在1957年建立一個開採試驗工廠，以開發自有加氫工藝。德士古在科羅拉多州降落傘附近開設一個地下礦場並建造一實驗工廠，但生產價格超過進口原油，而在1972年關閉。

## 1970年代至1980年代

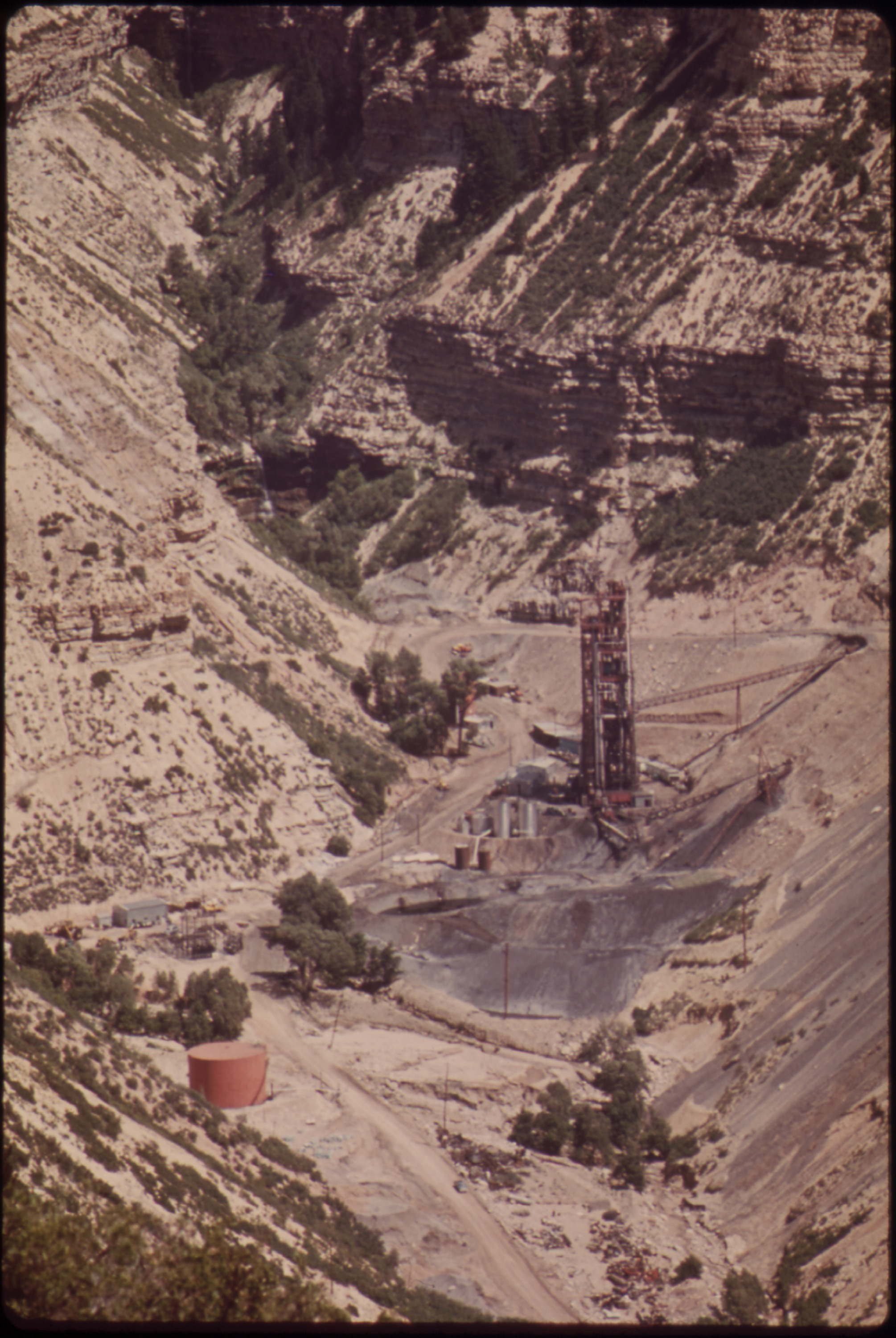
殖民地頁岩油項目現場（1973年8月）。

由於1973年石油危機，幾個國家重新啟動油頁岩產業。美國海軍和海軍石油和油頁岩儲備辦公室（Office of Naval Petroleum and Oil Shale Reserves）開始評估油頁岩作為軍用燃料資源（例如噴氣機燃料、船用燃料和重油）的適用性。由頁岩油衍生的JP-4噴氣機燃料一直生產到1990年代初，被由煤油衍生的JP-8取代。以俄亥俄州標準石油公司為首的17家公司合資成立Paraho Development Corporation來開發Paraho工藝（參見頁岩油開採）。生產於1974年開始，但於1978年關閉。美國內政部於1974年宣布科羅拉多州和猶他州油頁岩地區的土地租賃計劃。合成燃料公司於1980年成立，運作到1985年結束。
西方石油公司於1972年在科羅拉多州洛根·沃什（Logan Wash）進行美國第一個改良原位油頁岩實驗。 由海灣石油和AMOCO前身的印第安納州標準石油公司合資成立的Rio Blanco Oil Shale Company，最初考慮採用 Lurgi-Ruhrgas工藝 ，但在1977年也改用這種改良原位工藝。   In 1985 the company ceased its operations.合資公司在1985年停止運作。太陽石油公司、Phillips和俄亥俄州標準石油公司於1974年合資成立White River Shale Corporation，以開發開位於優音塔盆地中的懷特河的油頁岩礦藏，運作到1986年結束。
Superior Oil在1977年取消其Meeker頁岩油廠項目。一年後，亞什蘭集團、Cleveland Cliffs和俄亥俄州標準石油公司退出位於科羅拉多州降落傘附近的殖民地頁岩油項目。殼牌雖退出殖民地項目，但仍繼續進行原位工藝測試。美國油頁岩產業於1980年代初，世界油價下跌時崩潰。1982年5月2日是個所謂的“黑色星期天”，因為埃克森美孚在當天宣布取消其在科羅拉多州名為降落傘的附近，金額達到50億美元的殖民地頁岩油項目，原因是油價低迷和開支增加。有2,000多名工人遭到解僱。雷根總統於1986年簽署1985年統一綜合預算協調法案，廢除合成液態燃料計劃。Unocal Corporation所經營的油頁岩乾餾廠是美國的最後一座，也在1991年關閉。
由於愛沙尼亞燃燒油頁岩發電成功，當地油頁岩開採量在1980年達到頂峰，有3,135萬噸，油頁岩發電量在同年也達到頂峰，有18.9太瓦時（1012W⋅h）。愛沙尼亞礦場（Estonia Mine）是世界上最大的油頁岩礦，於1972年投產。納瓦油廠在1980年投產。產業在峰值出現後的二十年裡逐漸衰退。當蘇聯建造核電廠，特別是列寧格勒核電站，對來自愛沙尼亞電力的需求因而降低。
以色列在1982年至1986年間測試過一0.1兆瓦的試點油頁岩發電廠。在Mishor Rotem發電廠，有座12.5兆瓦（MW）的流化床反應爐示範工廠，在1989年開始運行。羅馬尼亞的Crivina發電廠在1983年到1988年運作，但因效率不佳以及技術上的問題而被除役。在巴西，有座日產2,400噸半成品乾餾爐（Irati Profile工廠）於1972年投產，並於1980年開始做有限的商業營運。使用Petrosix工藝的試點工廠於1982年啟動。之後在1984年建立示範工廠。商業化乾餾爐於1991年12月投入使用。

## 最新動態
全球油頁岩產業在20世紀90年代中期開始略有增長，而大多數在俄羅斯的卻已停止。在斯蘭齊和塞茲蘭燃燒油頁岩的發電廠改而使用天然氣和重油作燃料。頁岩油生產商Zavod Slantsy公司停止油頁岩加工。只有在塞茲蘭的工廠繼續用油頁岩生產鱼石脂。
在中國撫順和廣東省茂名市的頁岩油工廠於1990年代初關閉。但在撫順所建的新廠配備有220個乾餾爐，頁岩油年產能增至35萬噸。另有幾個項目在不同地方開發。中國在2005年成為世界最大的頁岩油生產國，參與開採的公司也有增加。
愛沙尼亞油頁岩產量在1990年代初期有所下降，但自1995年起則持續增長。也設立幾家採用改良Galoter工藝的新廠。在大型採礦開始90年後的2006年，累積開採的油頁岩已達10億噸。並在2012年開始新建一座新的，發電量為300兆瓦的油頁岩火力發電廠。
澳大利亞在昆士蘭州格列士敦附近的斯圖爾特油頁岩項目建有示範加工廠，採用Alberta Taciuk工藝，此工廠在2000年至2004年間生產超過150萬桶（240×103立方米）頁岩油。 這工廠在2008年到2009年間被拆除，而於2011年9月啟用新示範工廠，採用的是Paraho工藝。

美國油頁岩開發計劃於2003年啟動。2005年能源政策法案在科羅拉多州、猶他州和懷俄明州公共土地引入商業租賃計劃，以供開發油頁岩和油砂資源。而承租者中，雪佛龍於2012年關閉其CRUSH工藝項目，殼牌於2013年關閉其Mahogany研究項目（參見殼牌原位開採頁岩油工藝）。
自2006年以來，約旦政府與包括巴西石油在內的多家外國公司簽署生產諒解備忘錄，並與殼牌、Eesti Energia、卡拉克國際石油公司（Karak International Oil ）和沙烏地阿拉伯國際油頁岩投資公司簽署特許經營協議。2008年，約旦能源和礦產資源部、約旦國家電力公司和Eesti Energia簽署建設460兆瓦，以油頁岩作燃料的阿塔拉特發電廠協議。
摩洛哥在2005年通過一項新的油頁岩活動戰略和法律框架，
並開始與一些公司簽署不同的協議，包括巴西石油、道達爾和San Leon Energy。2010年4月，第四屆油頁岩清潔利用區域合作研討會於2010年4月在埃及舉行，同月較晚日期，埃及、約旦、摩洛哥、敘利亞和土耳其在約旦首都安曼成立油頁岩合作中心。而以色列在2011年把Mishor Rotem發電廠關閉。
烏茲別克斯坦國家石油控股公司Uzbekneftegaz於2013年開始在Sangruntau油頁岩礦藏建立頁岩油提煉廠。